# Heteralepadidae
Heteralepadidae es una familia de percebes.

## Géneros
El Registro Mundial de Especies Marinas incluye los siguientes géneros de la familia: 
- Alepas Rang, 1829
- Heteralepas Pilsbry, 1907
- Coleolepas Stebbing, 1900
- Paralepas Pilsbry, 1907